# Villa miseria

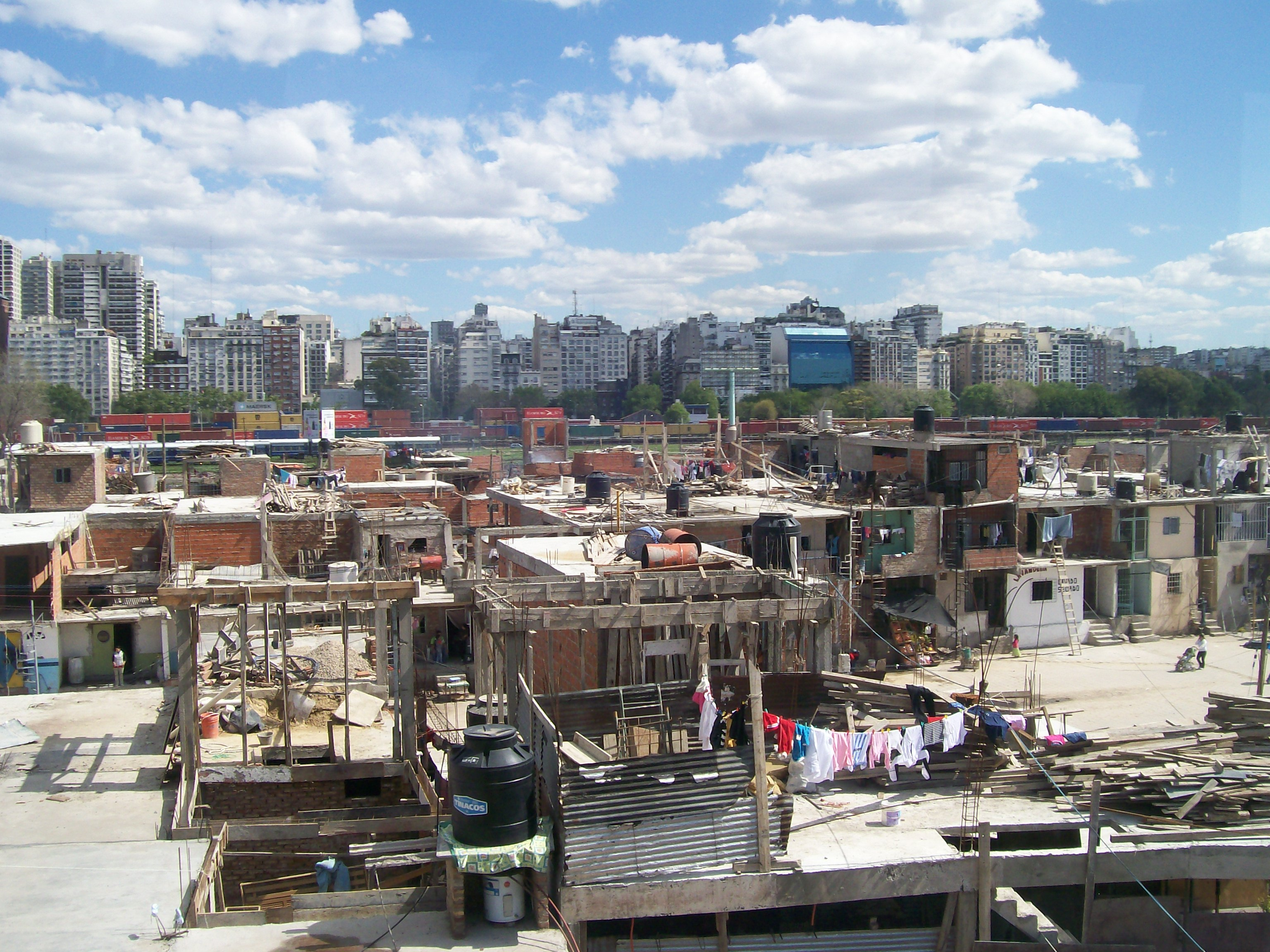
Villa 31, en la ciudad de Buenos Aires.

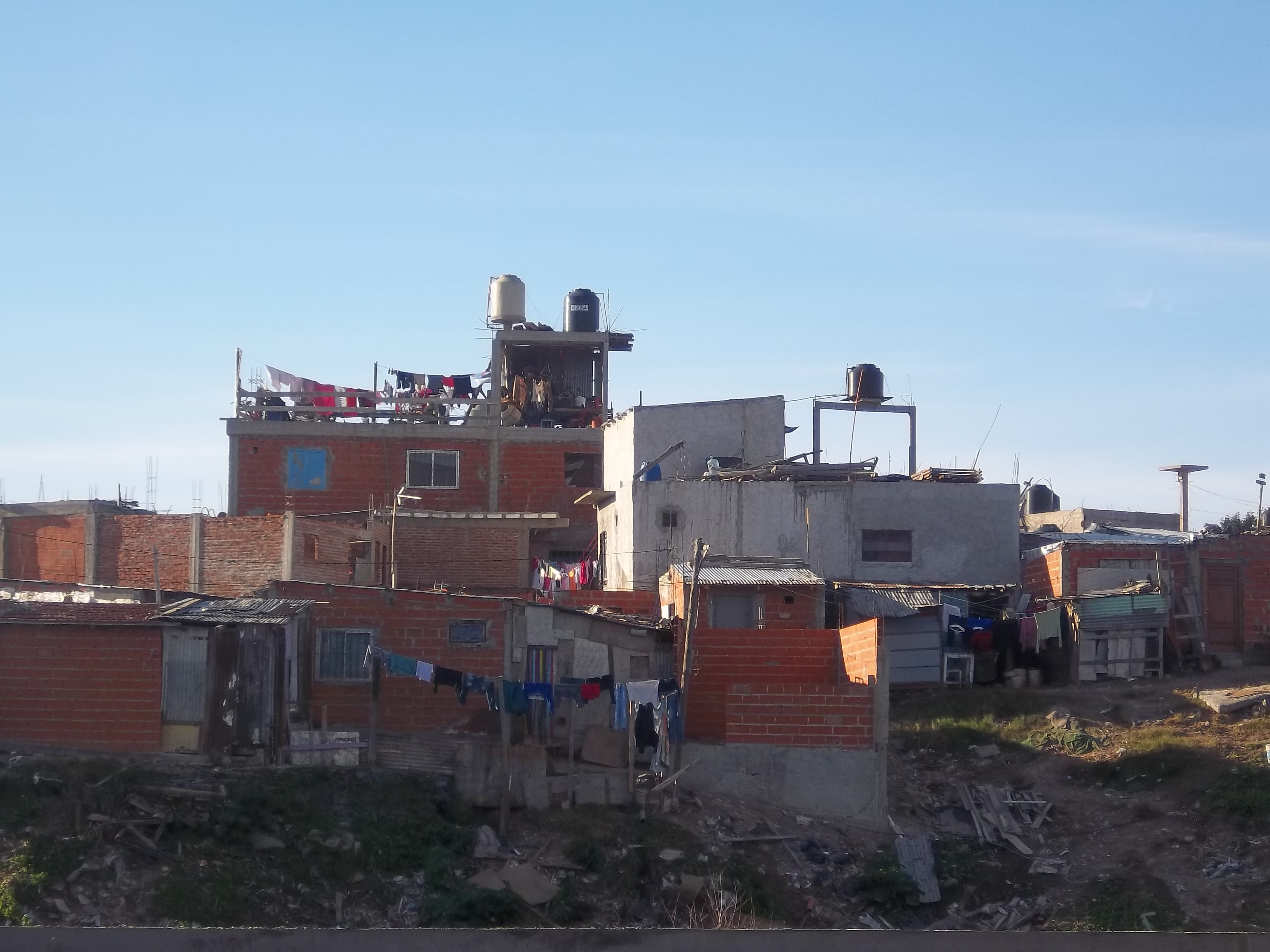
Viviendas precarias en la Villa 21-24, la más grande de la ciudad de Buenos Aires.

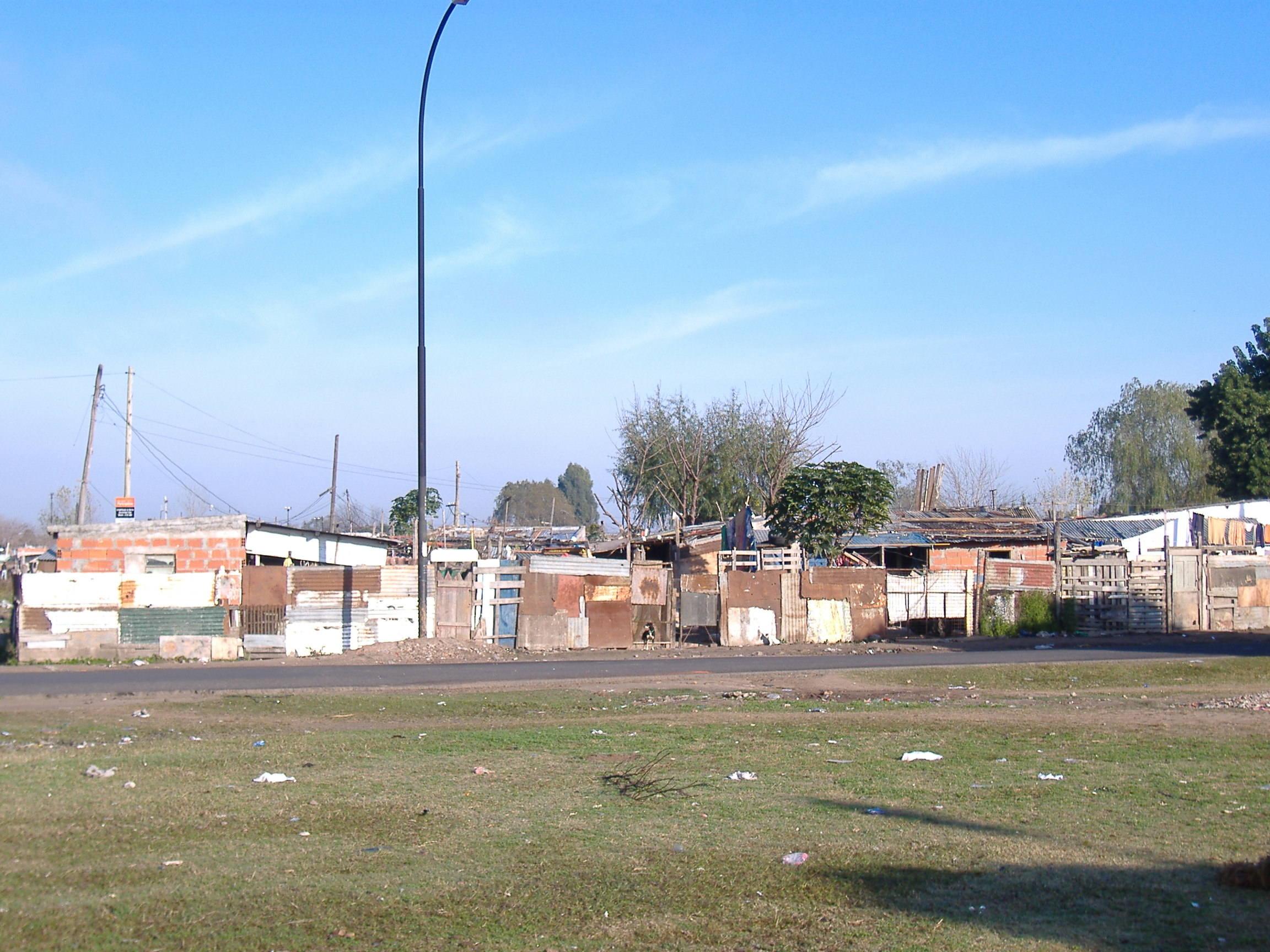
Villa miseria en la ciudad de Rosario.

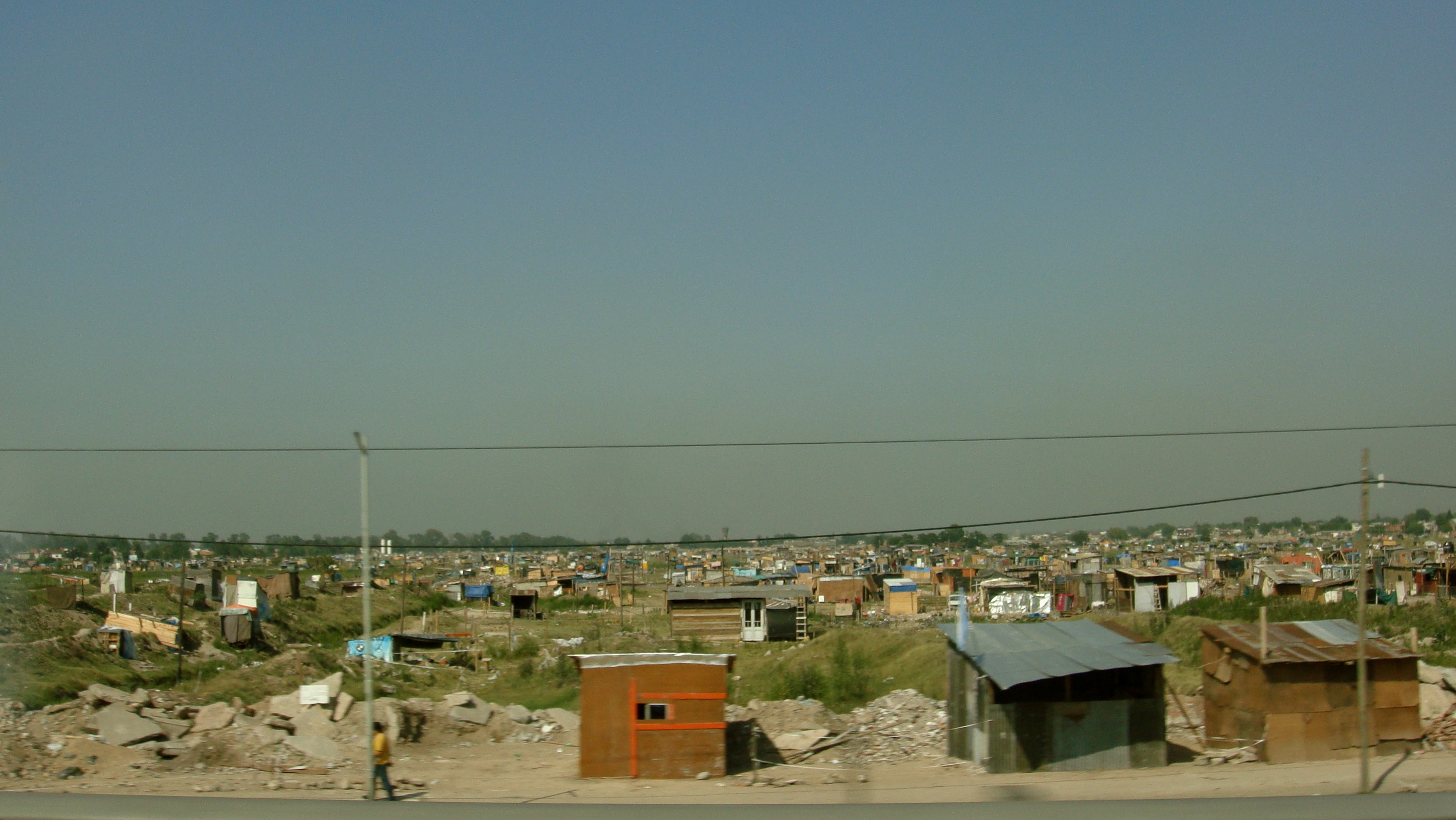
Villa miseria sobre el Camino Negro, en la localidad
bonaerense de Ingeniero Budge.

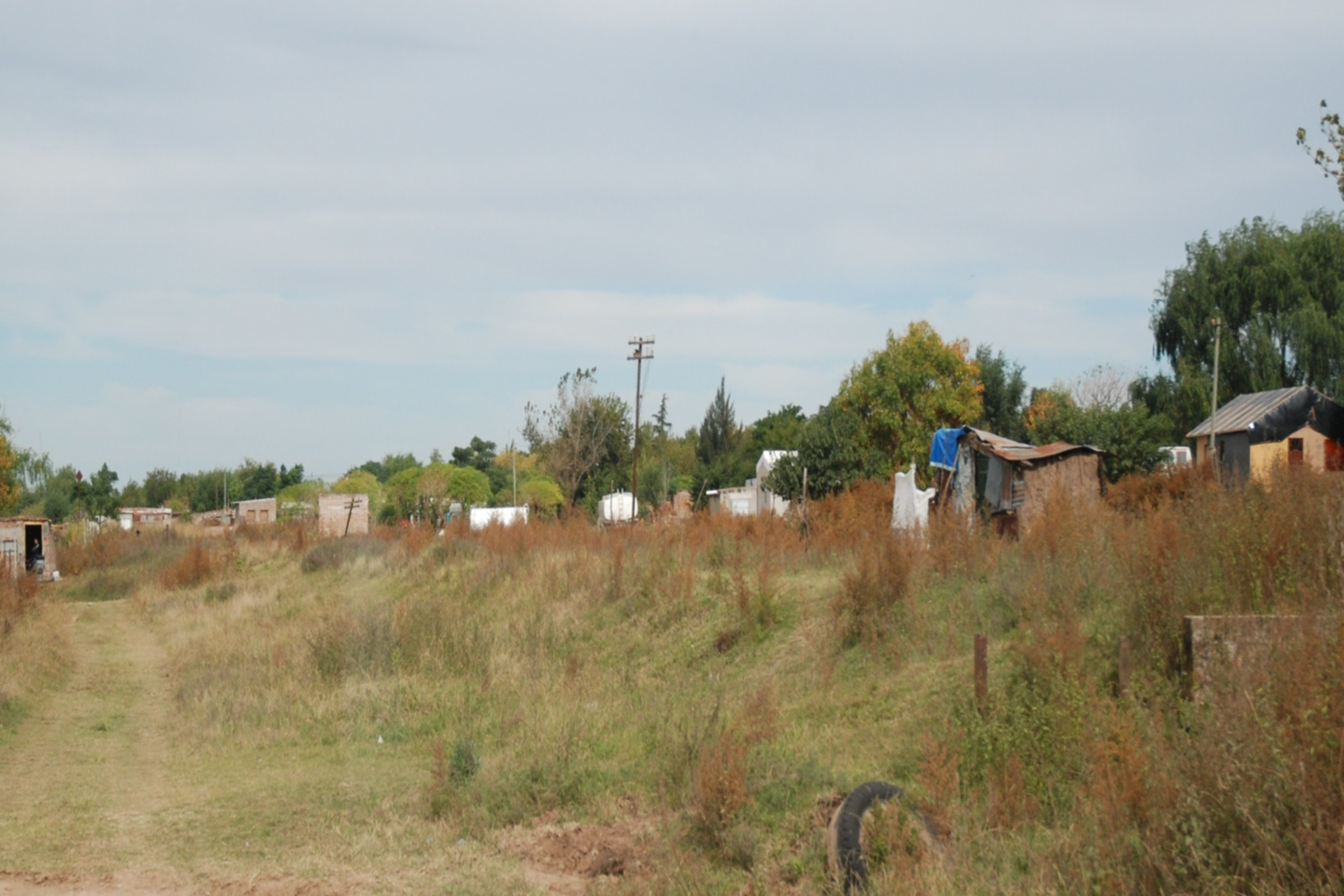
Asentamiento precario en la periferia de Pergamino, en el interior de la provincia de Buenos Aires.

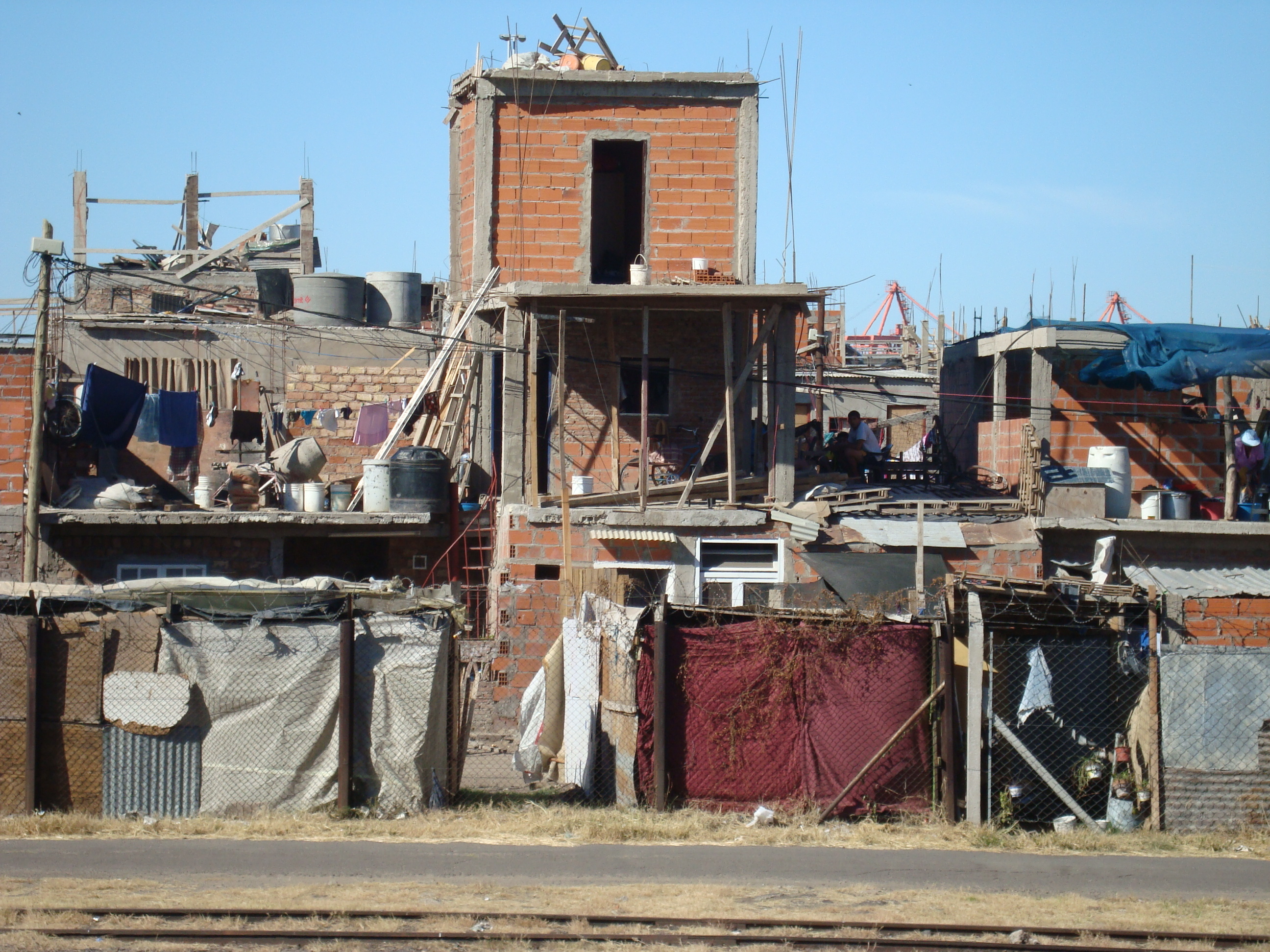
Villa 31, en las inmediaciones de la estación Retiro, Buenos Aires.

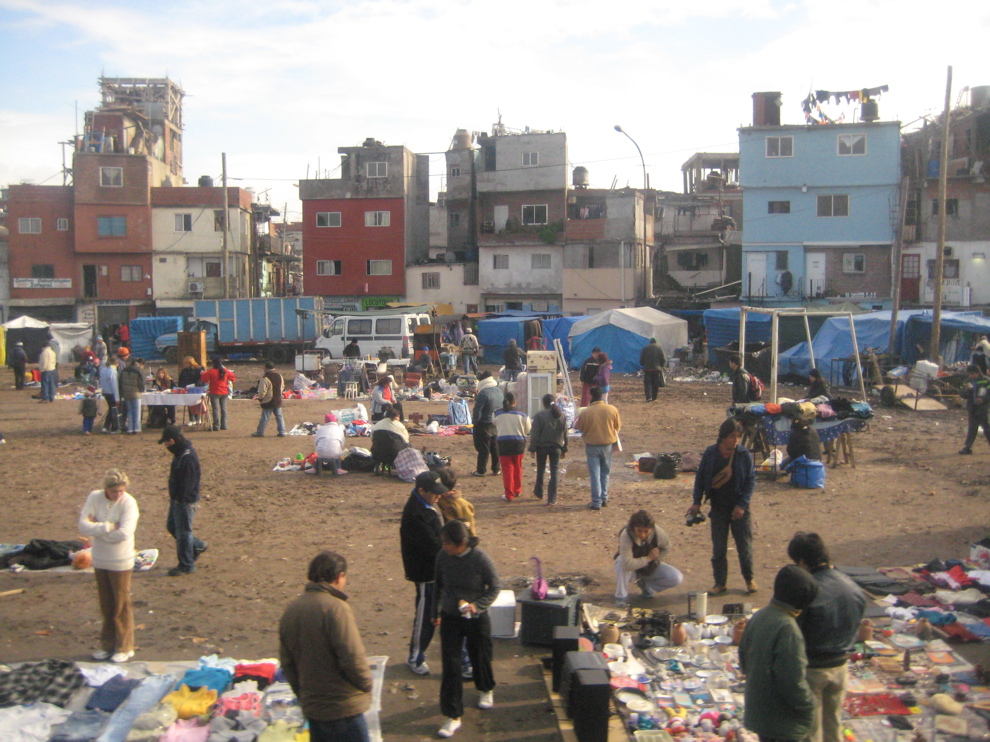
Otra vista de la Villa 31, en la ciudad de Buenos Aires.

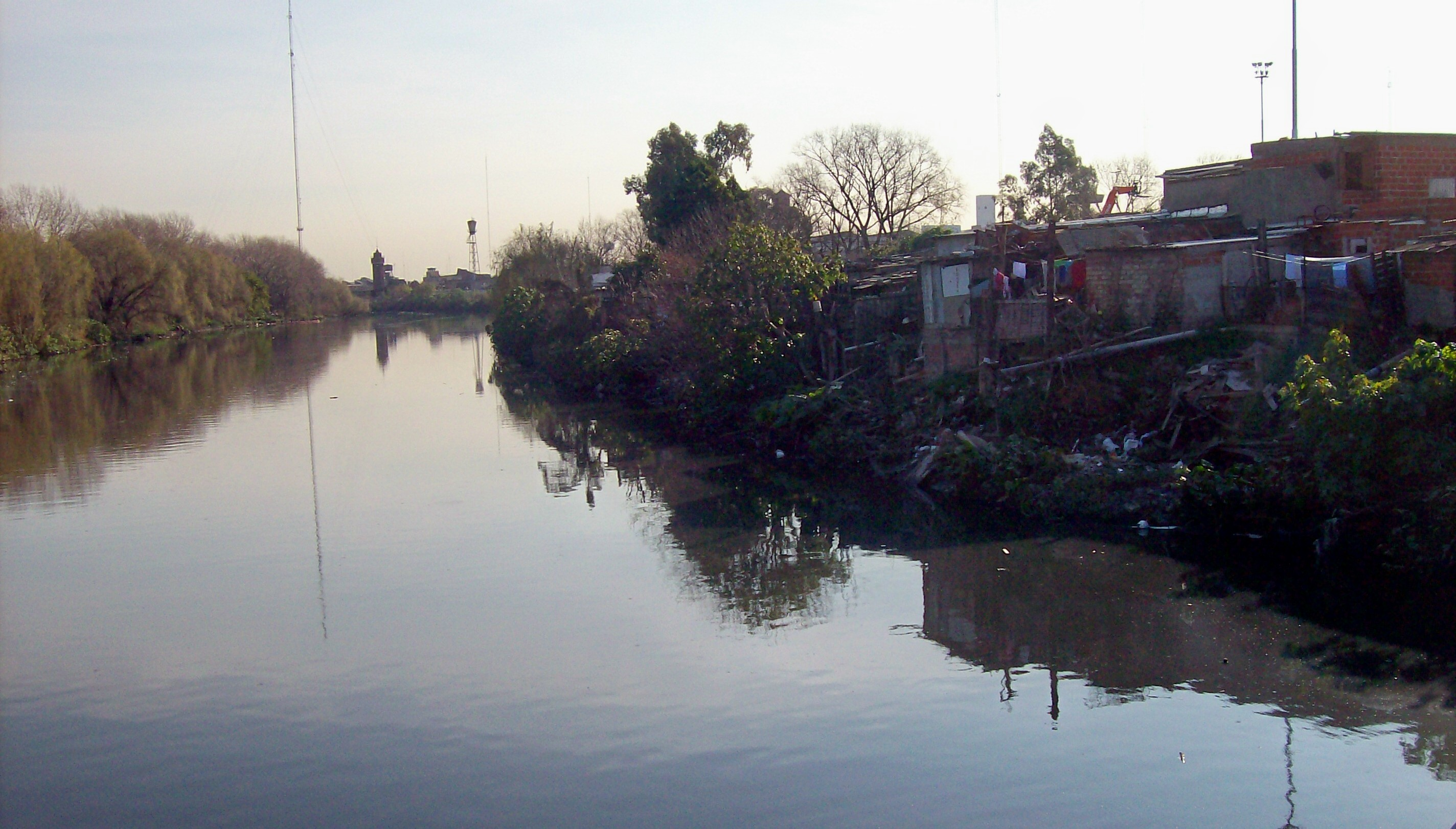
Villa 26 sobre la costa norte del Riachuelo, vista desde el puente Bosch.

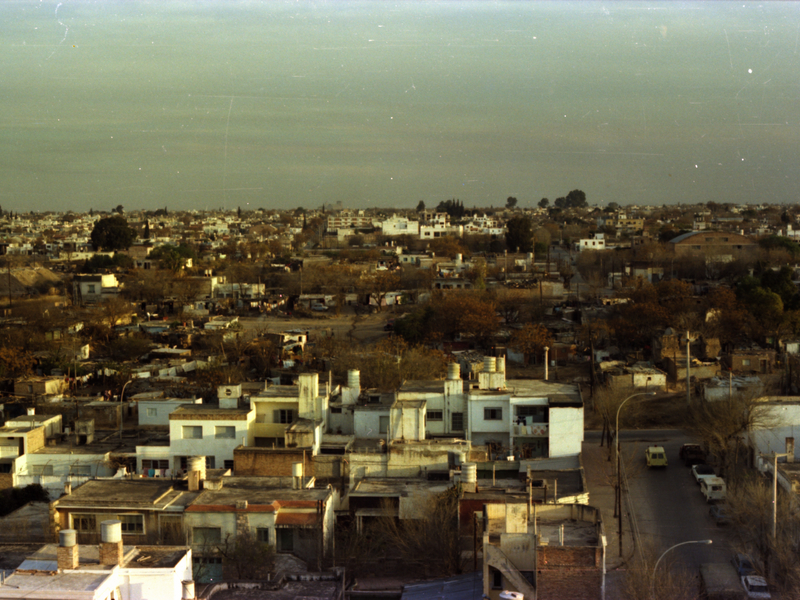
La villa miseria 9 de julio en los años ´80 en Barrio Alberdi (Córdoba), Argentina.

Las villas miseria, villas de emergencia o simplemente villas es el nombre que se le da en Argentina a los asentamientos informales caracterizados por una densa proliferación de viviendas precarias que se ubican en tierras que originariamente no son propiedad de sus ocupantes. Son urbanizaciones (o autourbanizaciones) informales producto de ocupaciones de tierra urbana vacante.
En su origen, tienen como características comunes la falta de servicios básicos, la precariedad de las viviendas, la irregularidad en la tenencia de la tierra. Las viviendas son precarias, pero a medida que las villas se van consolidando en el territorio que ocupan, mejoran las construcciones y aumentan algunos servicios básicos de infraestructura (desagüe pluvial, agua corriente, luz, etc), pero nunca con un servicio adecuado.
El gobierno nacional lanzó en 2018 un Relevamiento Nacional de Barrios Populares para identificar villas y asentamientos informales de todo el país, uno de los datos salientes es que en todo el país existen 4.228 barrios populares. Alrededor de 1.600 se encuentran en el conurbano bonaerense. Más de la mitad nacieron antes del año 2000 y casi un cuarto del total son posteriores a 2010.

## Origen de las villas de emergencia o villas miseria en Argentina
Los inmigrantes europeos que a principios del siglo XX llegaron a la ciudad de Buenos Aires se alojaron en edificios viejos y céntricos; los conventillos o inquilinatos fueron el primer espacio urbano relegado destinado a estas poblaciones.
A inicios de la década de 1930 en el contexto de una alta desocupación producto de la crisis del 29  y por consecuencia de la primera etapa del nuevo modelo de industrialización  por sustitución  de importaciones, surgen los primeros asentamientos en la zona portuaria de Retiro, los cuales albergaban hombres inmigrantes, en su mayoría polacos, que constituían la mano de obra. Estos fueron en un inicio promovidos por el Estado, ya que proveyó de galpones y de materiales precarios para la construcción de las viviendas. Sin embargo, fueron desalojados en 1935 debido a una serie de saqueos y otros delitos.
Estas poblaciones afrontaron su problema habitacional mediante la ocupación de terrenos, construyendo casillas que carecían de infraestructura y servicios urbanos básicos. El proceso de configuración y localización urbana de las villas guardó relación con la proximidad a los lugares de trabajo o los medios de transporte.
Entre las primeras villas de emergencia que surgen en Buenos Aires se encuentra  Barrio de las Ranas entre los actuales barrios de Parque Patricios y Nueva Pompeya, situado en torno al vaciadero municipal de basura y la quema, donde los habitantes del barrio encontraron en los residuos una fuente de supervivencia.
La crisis internacional de 1930, junto con la depresión económica de los años siguientes, dejaron profundas marcas territoriales en la ciudad de Buenos Aires. El abandono gradual de las concepciones liberales sobre el papel del Estado, dio lugar a la creación de organismos que habilitarían nuevas formas de intervención. Uno de estos organismos fue la Junta Nacional de Lucha contra la Desocupación que puso en práctica, en 1935, el desalojo del barrio precario conocido como Villa Desocupación también conocido como Villa Esperanza. La Junta Nacional de Lucha contra la Desocupación, llevó a cabo, con apoyo policial y judicial, un operativo de desalojo forzoso seguido por la demolición de las viviendas precarias y la relocalización de sus pobladores en galpones establecidos con este fin en la zona portuaria.
Las otras primeras villas posteriores a Villa Desocupación se formaron en el Bajo Belgrano, en Colegiales, y hacia el Bañado de Flores, en las décadas del 40 y 50. A mediados de los años 50 se construye el Barrio Rivadavia y allí fueron trasladados los que habitaban villas en zonas inundables. Posteriormente se construyen alrededor las villas 1-11-14 y la villa 13.
Eufemísticamente llamadas villas de emergencia, entre las más conocidas de Argentina se encuentran:
- En la ciudad de Buenos Aires: hay 40 villas de emergencia o asentamientos. El ex-AU7, el de la Reserva Ecológica, Los Piletones, Calacita, calle Zabaleta, Av. Eva Perón, la Villa Dulce y las villas 1-11-14, 3, 6, 13 bis, Ciudad Oculta, 16, 17, 19, 20, 21-24, 26, 31 y 31 bis. A esta lista tradicional desde el año 2006 se agregaron 24 nuevos asentamientos precarios con una población estimada en 12 doce personas. El total de habitantes de villas en la ciudad de Buenos Aires ascendió de 108.056 en 2001 a 167.500 en 2008.[10] La Villa 21 de Barracas y las villas 31 y 31 bis de Retiro son las más populosas de la ciudad. Allí funcionan diversos establecimientos educativos de diferentes niveles. En un área de una hectárea dentro de la villa 21 está el Polo Educativo Barracas, cuya cabecera es el Centro de Formación Profesional Nro 9, en dicho CFP Nro 9 se realizan diversas actividades educativas en oficios para adultos como también actividades sociales de prevención de la drogadicción y el delito.

- En el Gran Buenos Aires: La Cava, en el partido de San Isidro; Melo, en el partido de Vicente López; La Cárcova y La Rana, en el partido de General San Martín; Isla Maciel y Villa Tranquila, en el partido de Avellaneda; Itatí y El Monte, en el partido de Quilmes; El Jardín, Porá y Barrio La Maquinita, en el partido de Lanús; Puerta de Hierro, en el partido de La Matanza.

- En el Gran La Plata: Villa Rubencito en Ensenada.

- En Mar del Plata: Félix U. Camet, La Herradura, Parque Peña/Parque Camet, Jardín Alto Camet, José Hernández, entre otras.

- En San Nicolás de los Arroyos: Villa Pulmón.

- En San Salvador de Jujuy : La Bombonera, Primero de Agosto, Aeroclub, Cuatro de Agosto 2, Isla de Villa San Martín, Villa Angola, Barrio Cinco de Agosto y Costa Esperanza.

- En San Miguel de Tucumán : Barrio La Tapa, Costanera Norte, Villa 9 De Julio, Once De enero, Loteo América, Villa Muñecas 3, Villa Muñecas Norte, Ampliación Muñecas III, Echevarría (Orilla Vía), Hipólito Yrigoyen, Catorce De noviembre, San Lorenzo, El Chivero, Canal Norte 2, Sgto. Lai, Ramón Ortega, Ampliación Villa Alem, Pres. Juan Domingo Perón, Villa Belgrano, Entre otras.

- En Paraná: Pirola, Villa Mabel, Anacleto Medina Sur, Anacleto Medina Norte, Ciudad Perdida, Humito, La Pasarela, Gaucho Rivero, La Floresta, Municipal-Güiraldes, Villa El Volcadero, San Martín, Maccarone, El Morro, Toma Nueva, Antártida Argentina, Corona Sur, Itatí II, Kilómetro 3, Los Arenales, Pancho Ramírez, 19 de abril, Las Piedras, El Perejil, Santa Rita, Hijos de María, 4 de junio, Villa Hernandarias al final, Villa El Radar, Barranquitas, entre otras.

- En Rosario: Villa Moreno, Villa La Lata, Villa Banana, Mangrullo, Barrio 27, Belgrano, La Patito, Barrio Chino, Triangulo, Bella Vista, Bella Vista Oeste, La Guardia, Los Bretes, Villa de La Travesía y Villa La Cerámica,[11] y La Tablada, entre otras.

- En Neuquén: Barrio Cuenca XV, Toma La Familia, Toma Norte.

- En Bariloche: Barrio Islas Malvinas.

- En Río Grande: 15 de octubre, El Mirador, Barrio Argentino.

- En Córdoba: Villa Boedo, Villa el Nailon, Chaco Chico, Sangre y Sol, Bajo Grande y Bajada de Piedra, Villa el pueblito, Villa la tribu, El Quemadero, Villa Páez, Villa Bajo Pueyrredón, Barranca Yaco, Nuestro hogar 3, Villa las Heras, El chaparral, entre muchas otras.

- En Mendoza: Campo Papa, Barrio Flores Oeste, Estación Pedregal, La Favorita, Barrio Nebot (Colonia Segovia).

- En Corrientes: La Chola, La Olla, Loma Linda, Villa Basura, La Vizcacha, Cichero, Trujillo, Costa Esperanza, Villa Quinta Ferré, Bajo Galván, Bajo Caridi, Arazaty, Galván III, Barrio Virgen De Los Dolores, Las Del Monte, Patono 1, Santa Marta, Río Paraná, Barrio Bañado Norte, Seminario, Barrio Sol De Mayo, Barrio Anahí, Barrio Canal 13, Lomas Del Mirador, Seis Hectáreas, Verde Soles, Aguapey, Barrio Popular, Barrio Loma Linda, Paloma De La Paz, Barrio Ibera.

- En Resistencia: Itatí, Villa Ghio, Villa Luisa, Balet Roger, San Antonio (Sector B), San Antonio, El Palmar, Ex Campo de Tiro El Palmar, Ex Campo Zampa, Ex Campo de Tiro Chacra 214, Asentamiento 29 de Agosto, Villa Donovan 1, Villa Los Lirios, Hermanos Che, Don Rafael, Luchemos Juntos, Luz Y Esperanza, Del Valle, Barrio Chino, Villa Odorico, Avalos, Vuelta De Obligado, Las Flores, Los Aromitos, Barrio Don Santiago, Juventud Unida, Mágico 1 y La Rubita.

- En Posadas: Chacra 181, Barrio Belén, Villa Cariño, Los Lapachitos, Chacra 252, Chacra 145, Las Vertientes, San Lorenzo, La Favela, Parque Adam, Aeroclub, Don Ricardo, San Lucas, San Roque, Cerro Pelón, Sol Naciente, Prosol, Itabera, Chacra 239, Chacra 187, Chacra 158, Chacra 26, Villa Del Barrio Irigoyen, Cocomarola Este y La Cantera

Necesidades básicas insatisfechas (NBI) en partidos del interior de la provincia de Buenos Aires con más de 50.000 habitantes, según el censo 2001 del INDEC:
| Partido            | % de población NBI | % de hogares NBI |
| Zárate             | 17,9%              | 15,1%            |
| Campana            | 17,1%              | 13,9%            |
| San Pedro          | 16,2%              | 13,5%            |
| San Nicolás        | 12,7%              | 11,1%            |
| La Costa           | 12,6%              | 10,5%            |
| Luján              | 11,7%              | 9,7%             |
| General Pueyrredón | 10,9%              | 8,9%             |
| Pergamino          | 10,0%              | 8,5%             |
| Necochea           | 9,6%               | 8,0%             |
| Mercedes           | 9,5%               | 7,8%             |
| Azul               | 9,1%               | 7,9%             |
| Junín              | 8,6%               | 7,2%             |
| Bahía Blanca       | 8,5%               | 6,9%             |
| Olavarría          | 8,3%               | 7,0%             |
| Tandil             | 8,2%               | 7,0%             |
| Tres Arroyos       | 7,6%               | 6,4%             |
| Chivilcoy          | 7,6%               | 7,1%             |
| Coronel Rosales    | 5,3%               | 4,8%             |

Era común nombrar a la villa acorde a la situación de sus habitantes,  por ejemplo, se manifiesta en el nombre Villa Desocupación. Estos antecedentes serán la base para el concepto de villa miseria y esta denominación popular había sido consagrada por la literatura a la manera de Bernardo Verbitsky en Villa miseria también es América (1957) y con el poema Villa Amargura, de Raúl González Tuñón (1957); a la vez, en 1956 aparece en las propuestas oficiales de 1956 y 1966. Este término sería utilizado por los diferentes gobiernos en el ámbito nacional, provincial y municipal.

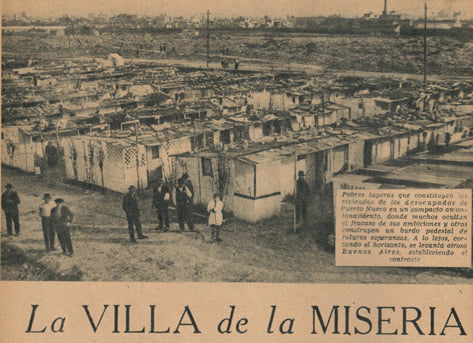
Noticia de la revista Sintonía del 28 de octubre de 1933 acerca de Villa Desocupación, precursora de la actual Villa 31.

El pintor Antonio Berni se ocupó de su problemática a través de sus series Juanito Laguna y Ramona Montiel. Formadas por la población rural que se dirigía a las grandes ciudades en busca de trabajo, el programa nacional ARRAIGO estimaba en 2004 que alrededor de 900.000 hogares se ubicaban en villas miseria a lo largo y ancho de Argentina.
Argentina entró en el año 2000 con la mitad de su población afectada por la pobreza. Por indigente se entendía a alguien que ganaba menos de ciento tres pesos al mes o por grupo familiar de cuatro integrantes, trescientos veinte pesos por mes. Los que ganaban trescientos veintiuno ya no eran indigentes sino, pobres. El Instituto Nacional de Estadísticas y Censos, en el primer semestre del 2004, informó que de un total de treinta y seis millones setecientos mil argentinos, dieciséis millones trescientos vivían en situación de pobreza.
Son similares a las favelas brasileñas, las chabolas de España, los cantegriles uruguayos, las poblaciones callampas chilenas, los ranchos venezolanos   los tugurios o precarios en costarricenses y colombianos, los pueblos jóvenes peruanos, las chacaritas paraguayas y los suburbios o guasmos ecuatorianos

## Urbanización
La revolución de septiembre de 1955, que derrocó al gobierno del presidente Juan Domingo Perón, obligó a renunciar a Eduardo Lonardi  y en su lugar asume el general Pedro Eugenio Aramburu, vinculado a los sectores liberales y más antiperonistas. El gobierno de la Revolución Libertadora se planteará el problema de la vivienda pero formulado estratégicamente en nuevos términos. El diagnóstico de la crisis en materia de vivienda popular constituye el marco en el cual se construye el discurso que proyecta la eliminación de las villas, particularmente las de la ciudad de Buenos Aires.
Desde mediados del siglo XX, varios programas gubernamentales han apuntado a urbanizar o trasladar los asentamientos a barrios de viviendas sociales, siendo el mayor el Plan de Erradicación de Villas de Emergencia ejecutado en las décadas de 1960 y 1970. En este periodo fue  creado el Ministerio de Bienestar Social (MBS), que asumió a su cargo la cuestión de las villas a escala nacional. Las inundaciones causadas en octubre de 1967 por el desborde de los ríos Matanza y Reconquista sirvieron como fundamento a la Ley Nacional 17.605 para la Erradicación de Diciembre de ese mismo año.
Con el fin de la dictadura, a partir del nuevo gobierno constitucional de 1983 comienza el proceso de repoblamiento de las villas. En la década del ochenta aumentó la pobreza, y el empleo informal y comienza la aplicación de políticas de ajuste, profundizándose hacia finales de la década. Durante esta década se hicieron visibles las transformaciones operadas en la estructura social, consecuencia de las políticas económicas instaladas en los setenta, surgen dos nuevas estrategias sociales de autoproducción del hábitat: tomas de tierras en los partidos del Gran Buenos Aires y ocupación ilegal de edificios en la Ciudad de Buenos Aires.
Hasta la década de 1990, se trató casi exclusivamente de programas de construcción de nuevas viviendas, conocidos como Barrio FONAVI (ver Fondo Nacional de la Vivienda). En 1991 se creó el Programa de Radicación de Villas de la Capital, el cual tenía como fin la transferencia de las tierras del Estado municipal a sus ocupantes, y la posterior transformación de las villas en barrios.
En 1997 se inició el Programa Mejoramiento de Barrios, el cual apunta a la mejora de las condiciones dentro de las mismas villas miseria y que puedan tener servicios públicos como gas, agua potable y electricidad. Hasta septiembre del año 2012 este programa ha beneficiado a 132.457 familias, según el sitio web del programa.
En la actualidad se encuentra operativo el programa  Barrios Populares, considerando como barrios populares "a los barrios vulnerables en los que viven al menos 8 familias agrupadas o contiguas, donde más de la mitad de la población no cuenta con título de propiedad del suelo ni acceso regular a dos, o más, de los servicios básicos (red de agua corriente, red de energía eléctrica con medidor domiciliario y/o red cloacal)". En diciembre de 2023 un total de 6.467 barrios estaban inscritos en el Registro de Barrios Populares (ReNaBaP), de los cuales 2.065 se localizaban en la Provincia de Buenos Aires. Si bien es cierto que, para ser considerado como barrio popular un barrio debe carecer de acceso a un número mínimo de servicios básicos, también lo es la disponibilidad efectiva de estos es variable (mayor en energía eléctrica que en cloacas, por ejemplo).